# 溝部ひかる
溝部 ひかる（みそべ ひかる、2002年4月6日 - ）は、日本のモデル、インフルエンサー。以前はオスカープロモーションに所属しており、現在は無所属。元ニコラモデル。

## 概要
2014年に行われた「ニコラモデルオーディション」にてグランプリに輝く。2019年にニコラモデルを卒業。
その後は主にTikTokをメインにインフルエンサー活動をしている。

## 書籍

### 雑誌
- ニコラ（2014年10月号 - 2019年5月号、新潮社） - 専属モデル